# Rehimena hypostictalis
Rehimena hypostictalis là một loài bướm đêm trong họ Crambidae.